# Seznam rybníků v Kraji Vysočina
Seznam rybníků v Kraji Vysočina zahrnuje rybníky, které se nalézají v Kraji Vysočina. Jsou zde zařazeny vodní plochy, jejichž rozloha přesahuje 15 hektarů.

## Seznam
| Vodní plocha            | Obrázek    | Rozloha [ha] | Vodní tok              | Obec                      | Okres            | GPS                              | Poznámky              |
| ----------------------- | ---------- | ------------ | ---------------------- | ------------------------- | ---------------- | -------------------------------- | --------------------- |
| Velké Dářko             |            | 206          | Sázava                 | Polnička                  | Žďár nad Sázavou | 49°38′17″ s. š., 15°53′51″ v. d. |                       |
| Veselský rybník         |            | 87           | Oslava                 | Nové Veselí               | Žďár nad Sázavou | 49°31′20″ s. š., 15°53′35″ v. d. |                       |
| Matějovský rybník       |            | 69           | Oslava                 | Matějov                   | Žďár nad Sázavou | 49°32′15″ s. š., 15°53′2″ v. d.  |                       |
| Řeka                    |            | 43           | Doubrava               | Krucemburk                | Havlíčkův Brod   | 49°40′24″ s. š., 15°50′55″ v. d. |                       |
| Rendlíček               |            | 39,5         | Rendlíčkovský potok    | Březí nad Oslavou         | Žďár nad Sázavou | 49°29′42″ s. š., 15°55′8″ v. d.  |                       |
| Velký netínský rybník   |            | 35,8         | Zátoky                 | Netín                     | Žďár nad Sázavou | 49°24′3″ s. š., 15°57′48″ v. d.  |                       |
| Znětínecký rybník       |            | 32,8         | Znětínecký potok       | Pavlov                    | Žďár nad Sázavou | 49°27′39″ s. š., 15°55′30″ v. d. |                       |
| Bohdalovský rybník      |            | 32           | Belfrídský potok       | Bohdalov                  | Žďár nad Sázavou | 49°28′4″ s. š., 15°52′10″ v. d.  |                       |
| Dubovec                 |            | 31,8         | Maršovecký potok       | Zahrádka                  | Třebíč           | 49°13′26″ s. š., 16°5′46″ v. d.  |                       |
| Dolní Kladiny           |            | 30,5         | Kladinský potok        | Zachotín                  | Pelhřimov        | 49°27′20″ s. š., 15°20′19″ v. d. |                       |
| Záhumenní rybník        |            | 29           | nepojmenovaný          | Bohdalov                  | Žďár nad Sázavou | 49°28′42″ s. š., 15°52′10″ v. d. |                       |
| Jezdovický rybník       |            | 28           | Třešťský potok         | Jezdovice Třešť           | Jihlava          | 49°18′54″ s. š., 15°29′0″ v. d.  |                       |
| Studenecký rybník       |            | 26,9         | Okarecký potok         | Studenec                  | Třebíč           | 49°13′8″ s. š., 16°3′6″ v. d.    |                       |
| Nový u háje             | BEZRAMECKU | 26,7         | Rokytka                | Moravské Budějovice       | Třebíč           | 49°3′5″ s. š., 15°46′59″ v. d.   |                       |
| Jiříkovský rybník       |            | 25           | Sázavka                | Kámen                     | Havlíčkův Brod   | 49°44′6″ s. š., 15°32′8″ v. d.   |                       |
| Horní Kladiny           |            | 24           | Kladinský potok        | Zachotín                  | Pelhřimov        | 49°27′2″ s. š., 15°20′5″ v. d.   |                       |
| Hladov                  |            | 23,7         | Kamenička              | Horní Cerekev             | Pelhřimov        | 49°20′6″ s. š., 15°20′57″ v. d.  |                       |
| Velký Bor               |            | 22           | nepojmenovaný          | Trnava                    | Třebíč           | 49°15′58″ s. š., 15°55′47″ v. d. |                       |
| Medlov                  |            | 21,8         | Medlovka               | Fryšava pod Žákovou horou | Žďár nad Sázavou | 49°36′51″ s. š., 16°3′7″ v. d.   |                       |
| Kamenná trouba          |            | 21,7         | Pstružný potok         | Lipnice nad Sázavou       | Havlíčkův Brod   | 49°36′28″ s. š., 15°23′8″ v. d.  |                       |
| Strž                    |            | 21           | Stržský potok          | Světnov                   | Žďár nad Sázavou | 49°36′38″ s. š., 15°57′15″ v. d. |                       |
| Řibřid                  |            | 21           | Světelský potok        | Mrákotín                  | Jihlava          | 49°11′10″ s. š., 15°22′12″ v. d. | též Žibřid            |
| Vaňovský rybník         |            | 21           | Třešťský potok         | Třešť                     | Jihlava          | 49°16′57″ s. š., 15°29′ v. d.    |                       |
| Smíchov                 |            | 20           | bezejmenný             | Borovná                   | Jihlava          | 49°9′50″ s. š., 15°24′41″ v. d.  |                       |
| Maršovský rybník        |            | 20           | Maršovský potok        | Zbilidy                   | Jihlava          | 49°26′11″ s. š., 15°26′41″ v. d. |                       |
| Vazebný rybník          |            | 20           | Bohdalovský potok      | Rudolec                   | Žďár nad Sázavou | 49°28′22″ s. š., 15°51′24″ v. d. |                       |
| Vlkovský rybník         |            | 18,5         | Bílý potok             | Vlkov                     | Žďár nad Sázavou | 49°19′14″ s. š., 16°12′21″ v. d. |                       |
| Velký Navrátil          |            | 18,4         | Radkovský potok        | Horní Libochová           | Žďár nad Sázavou | 49°24′37″ s. š., 16°10′16″ v. d. |                       |
| Velký sklenský rybník   |            | 18,3         | Babačka                | Sklené nad Oslavou        | Žďár nad Sázavou | 49°27′31″ s. š., 16°3′17″ v. d.  |                       |
| Bor                     |            | 18           | bezejmenný             | Jihlávka                  | Jihlava          | 49°15′51″ s. š., 15°18′17″ v. d. | též Krvavec či Krvavý |
| Zbinožský rybník        |            | 18           | Úsobský potok          | Zbinohy                   | Jihlava          | 49°29′33″ s. š., 15°28′8″ v. d.  |                       |
| Stavenov                |            | 18           | Doubrava               | Nová Ves u Chotěboře      | Havlíčkův Brod   | 49°45′10″ s. š., 15°40′31″ v. d. |                       |
| Skorkovský rybník       |            | 18           | nepojmenovaný          | Skorkov                   | Havlíčkův Brod   | 49°30′51″ s. š., 15°27′56″ v. d. |                       |
| Kachlička               |            | 18           | Perlový potok          | Boňkov                    | Havlíčkův Brod   | 49°33′6″ s. š., 15°25′58″ v. d.  |                       |
| Dolnolibochovský rybník |            | 17,6         | Libochůvka             | Dolní Libochová           | Žďár nad Sázavou | 49°24′25″ s. š., 16°11′ v. d.    |                       |
| Velký Chlostov          |            | 17,2         | Bítýška                | Březejc                   | Žďár nad Sázavou | 49°21′10″ s. š., 16°6′51″ v. d.  |                       |
| Netušil                 |            | 17,2         | nepojmenovaný          | Okarec                    | Třebíč           | 49°12′35″ s. š., 16°5′48″ v. d.  |                       |
| Hamerský rybník         |            | 17           | Myslůvka               | Mrákotín                  | Jihlava          | 49°10′48″ s. š., 15°23′10″ v. d. | též Hamer             |
| Valdíkovský rybník      |            | 16,7         | Mlýnský potok          | Valdíkov                  | Třebíč           | 49°14′40″ s. š., 15°59′19″ v. d. |                       |
| Podvesník               |            | 16           | Pavlovský potok        | Pavlov                    | Žďár nad Sázavou | 49°27′2″ s. š., 15°55′34″ v. d.  |                       |
| Olešský rybník          |            | 16           | Strouha                | Olší                      | Jihlava          | 49°9′41″ s. š., 15°22′23″ v. d.  |                       |
| Pávovský rybník         |            | 16           | Zlatý potok            | Jihlava                   | Jihlava          | 49°26′38″ s. š., 15°36′3″ v. d.  |                       |
| Závistský rybník        |            | 15,3         | nepojmenovaný          | Lavičky                   | Žďár nad Sázavou | 49°23′34″ s. š., 15°58′11″ v. d. |                       |
| Peklo                   |            | 15           | Šlapanka Zhořský potok | Polná                     | Jihlava          | 49°29′10″ s. š., 15°42′39″ v. d. |                       |
| Staroměstský rybník     |            | 15           | Telčský potok          | Telč                      | Jihlava          | 49°10′41″ s. š., 15°27′35″ v. d. |                       |
| Jezuitský rybník        |            | 15           | Hostačovka             | Golčův Jeníkov            | Havlíčkův Brod   | 49°49′59″ s. š., 15°30′47″ v. d. |                       |